# Barandra fumata
Barandra fumata är en fjärilsart som beskrevs av Moore 1888. Barandra fumata ingår i släktet Barandra och familjen säckspinnare. Inga underarter finns listade i Catalogue of Life.